# Cyathea runensis
Cyathea runensis är en ormbunkeart som beskrevs av Cornelis Rugier Willem Karel van Alderwerelt van Rosenburgh. Cyathea runensis ingår i släktet Cyathea och familjen Cyatheaceae. Inga underarter finns listade.